# سعد الاحمد
سعد الاحمد (عربی: سَعْد أَحمَد؛ زادهٔ ۱۰ اوت ۱۹۸۹) بازیکن فوتبال اهل سوریه است.
وی همچنین در تیم ملی فوتبال سوریه بازی کرده‌است.